# Ілля Волох
Ілля Андрійович Волох (справжнє прізвище — Волков; нар. 1 листопада 1965, Київ) — американський актор українського походження.

## Життєпис
Навчався у МХАТі під керівництвом Олександра Калягіна. У 1988 році за обміном відвідав Британію, стажувався в Королівському Шекспірівському театрі в Лондоні.
У 1992 році емігрував у США. Почав зніматися в телесеріалах, згодом став одним із найбільш затребуваних акторів-іммігрантів.

## Театр
- «Diary of a Madman» («Нотатки божевільного») за мотивами повісті Миколи Гоголя; реж. Євген Лазарєв[2]

## Фільмографія
Ілля знявся у більш ніж 150 фільмах і серіалах, серед них:
| Рік       | Назва фільму/серіалу                            | Роль                          | Примітки                |
| --------- | ----------------------------------------------- | ----------------------------- | ----------------------- |
| 1994      | Аве Цезар                                       | Влад                          |                         |
| 1995      | Людина півночі                                  | Слав                          |                         |
| 1996      | Поліцейська історія 4: Перший удар              | Російський поліцейський № 9   |                         |
| 1996      | Наказано знищити                                | Чечен                         |                         |
| 1997      | Літак президента                                | Володимир Красін              |                         |
| 1997      | Поворот                                         | Сергій                        |                         |
| 1999      | Колобос                                         | Безликий                      |                         |
| 2000      | Камера Обскура                                  | Таксист                       |                         |
| 2000      | Година тіней                                    | Росіянин                      |                         |
| 2001      | Пароль «Риба-меч»                               | помічник Габріеля             |                         |
| 2001      | Давай зробимо це швидко                         | Слава                         |                         |
| 2002      | Справедлива Емі                                 | Траян Попович                 | 1 епізод                |
| 2002      | Клієнт завжди мертвий                           | Юрій                          | 2 епізоди               |
| 2002      | Могутні Рейнджери: Дикий світ                   | Майстер Орг / Віктор Адлер    | 40 епізодів             |
| 2003      | Король Квінса                                   | Андрій                        | 1 епізод                |
| 2003      | Монк                                            | Микола Петров                 | 1 епізод                |
| 2003      | Проект «Єльцин»                                 | імітатор Елвіса Преслі        |                         |
| 2003-2005 | Шпигунка                                        | Ушек Санько                   | 2 епізоди               |
| 2005      | Жінка-президент                                 | Дмитро Харков                 | 1 епізод                |
| 2006      | Місце злочину: Нью-Йорк                         | Гейб                          | 1 епізод                |
| 2007      | Молоді і зухвалі                                | Мілан                         |                         |
| 2007      | Чорна мітка                                     | Ян Гасек                      | 1 епізод                |
| 2007      | Війна Чарлі Вілсона                             | пілот російського гелікоптера |                         |
| 2008      | Лас-Вегас                                       | Руді Віновіч                  | 1 епізод                |
| 2008      | Індіана Джонс і королівство кришталевого черепа | радянський солдат             |                         |
| 2008      | Загадкова історія Бенджаміна Баттона            | російський перекладач         |                         |
| 2008      | Найгірший тиждень мого життя                    | Ваня                          | 1 епізод                |
| 2009      | Без сліду                                       | Юрій                          | 1 епізод                |
| 2009      | Соліст                                          | Гаррі Барнов                  |                         |
| 2009      | Без сліду                                       | Юрій                          | 1 епізод                |
| 2009      | Зброя по найму                                  |                               |                         |
| 2011      | Надприродне                                     | дракон                        | 12-та серія 6-го сезону |
| 2011      | Погоня                                          | викрадач                      |                         |
| 2011      | Місія нездійсненна: Протокол «Фантом»           | Туман                         |                         |
| 2013      | G.I. Joe: Атака Кобри 2                         | лідер росіян                  |                         |
| 2013      | Фатальна пристрасть                             | Войтек Бистрицький            |                         |
| 2014      | Агенти Щ.И.Т.                                   | Володимир                     |                         |
| 2014      | Останній корабель                               | Дмитро Беленко                |                         |
| 2014      | Ігри чемпіонів                                  | агент КДБ                     |                         |
| 2018      | Хантер Кіллер                                   | капітан Влад Сутрев           |                         |
| 2019      | Каратель                                        | Казань                        |                         |

## Озвучування відеоігор
| Рік  | Назва гри     | Персонаж               | Примітки                                                                |
| ---- | ------------- | ---------------------- | ----------------------------------------------------------------------- |
| 2011 | Battlefield 3 | Володимир Камарівський |                                                                         |
| 2013 | Payday 2      | Влад                   | Також зіграв Влада у Payday: the Web Series та численних трейлерах DLC. |
| 2017 | Prey          | Люка Голубкін          |                                                                         |

## Документальні фільми
- 2008 — «Голлівуд. Російська доріжка»